# Magnolia (Wisconsin)
Magnolia – miasto w Stanach Zjednoczonych, w stanie Wisconsin, w hrabstwie Rock.